# Julius Ussy Engelhard
Julius Ussy Engelhard (Binjai, 18 settembre 1883 – Monaco di Baviera, 13 dicembre 1964) è stato un illustratore, pittore e grafico tedesco.
Studia presso la accademia delle belle arti di Monaco di Baviera presso Franz von Stuck. Collabora alla rivista Simplicissimus come anche alla rivista di Moda Elegante Welt per la quale crea copertine sofisticate in stile Art Decò.